# Димитър Бошнаков
Димитър Иванов Бошнаков е български офицер, полковник от пехотата, адютант на 3-та дружина от 2-ри пехотен струмски полк през Сръбско-българската война (1885), командир на 9-и пехотен пловдивски полк през Балканската (1912 – 1913) и Междусъюзническата война (1913), командир на 2-ра бригада от 9-а пехотна плевенска дивизия през Първата световна война (1915 – 1918).

## Биография
Димитър Бошнаков е роден на 5 септември 1863 г. във Враца. На 16 септември 1880 г. постъпва на военна служба. На 30 август 1884 г. завършва Военното на Негово Княжеско Височество училище и е произведен в чин подпоручик. Назначен е за адютант на 3-та дружина от 2-ри пехотен струмски полк и на същата длъжност взема участие в Сръбско-българската война (1885). На 30 август 1886 г. е произведен в чин поручик, а през 1889 г. в чин капитан. През 1900 г. служи като ротен командир в 11-и резервен полк. През 1901 г. е произведен в чин майор, а от 1905 г. е подполковник. През 1909 г. подполковник Бошнаков е назначен за помощник-командир на 1-ви пехотен софийски полк.
Взема участие в Балканската (1912 – 1913) и Междусъюзническата война (1913) като командир на 9-и пехотен пловдивски полк, на която длъжност е в периода (10 март 1912 – 15 май 1915). След войните през 1914 г. е произведен в чин полковник. По време на Първата световна война (1915 – 1918) до смъртта си през 1917 г. полковник Бошнаков командва 2-ра бригада от 9-а пехотна плевенска дивизия с която взема участие във военните действия на Македонския фронт при Дойран. През 1917 г. „за бойни отличия през войната“ съгласно заповед № 679 по Действащата армия е награден с Военен орден „За храброст“ III степен 2 клас.
По време на военната си кариера служи и в 10-и пехотен родопски полк.
Полковник Бошнаков е женен и има три деца. Умира в началото на 1917 г.
Спомените на полковник Димитър Бошнаков от Сръбско-българската война (1885) г. „Възспоминания от Сръбско-българската война от подполковника от 10-и пеши родопски полк Бошнаков, приевши участие във войната като подпуручик от бившия 2-ри пеши струмски полк“ се съхраняват в Държавния военноисторически архив.

## Военни звания
- Подпоручик (30 август 1884)
- Поручик (30 август 1886)
- Капитан (1889)
- Майор (1901)
- Подполковник (1905)
- Полковник (1914)

## Награди
- Военен орден „За храброст“ III степен 2 клас (1917)
- Военен орден „За храброст“ IV степен 2 клас
- Орден Св. Александър V степен
- Народен орден „За военна заслуга“, III степен на военна лента
- Народен орден „За военна заслуга“, V степен на обикновена лента
- Орден За заслуга на обикновена лента